# 陵江镇
陵江镇是中國四川省廣元市蒼溪縣下的一個鎮，且苍溪县县政府驻地，面積175.35平方公里，人口113160人（2007年），該鎮臨嘉陵江，下属65個村。居民母語以四川话川中片為主。正在建設中的蘭渝鐵路將經過該鎮。
2020年5月，陵江镇解放村、百利村、金花村、嘉陵村所属行政区域为百利镇行政区域。

## 行政区划
陵江镇下辖以下地区：
金穗社区、红军路社区、解放路社区、东城社区、北门社区、文焕社区、武当社区、麻岭社区、三清社区、光明社区、龙潭社区、少屏社区、杜里社区、群辉社区、茶店社区、回水社区、六槐社区、庙垭社区、镇水社区、西城社区、金垭村、玉坪村、白观村、太平村、回水村、红旗桥村、太丰村、朴船村、沙溪村、李花村、钟浩村、解放村、百利村、金花村、嘉陵村、镇江村、高城村、洪梁村、金斗村、古梁村、许寺村、龙溪村、拱桥村、群岭村、群丰村、陵江村、槐树村、龙宝村、新建村、凤凰村、笋子沟村、玉女村、康乐村、宝塔村、河山村、六包村、白垭村、九湾村、孙家坪村、茶店村、大洋村、三龙村、池鲤村、珠宝村、江南村、东方村和红军村。